# Wasa Station
La Wasa Station (français : gare Wasa) est un complexe immobilier situé au nord de la gare de Vaasa en Finlande,.

## Présentation
La gare Wasa est un complexe multifonctionnel conçu pour remplacer l'ancienne gare routière de Vaasa.
La gare Wasa est prévue pour être un lieu de rencontre urbain et un centre d'événements, qui comprendra une salle de musique, une salle de sport et polyvalente, un hôtel, des appartements et un centre commercial.
Le maitre d'ouvrage du projet Wasa Station est l'entreprise de construction YIT.
Le complexe regroupera:
- une tour d'habitation avec une centaine d'appartements paysagers, un hôtel international (178 chambres) et un restaurant sur le toit.
- un centre commercial de 18 800 m2.
- un Centre de congrès comptant une salle de concert de 1000 places (11 000 m2)  et un centre de conférences (3 500 m2).
- Un espace de stationnement (600 véhicules et 600 bicycles)